# Grouméra
Grouméra est une commune rurale malienne, située dans le pays de la Kaarta, chef-lieu d'arrondissement dans le cercle de Béma,  région de Nioro du Sahel.

## Géographie
La localité de Grouméra est située à l'est de la route nationale 3, à 84 km au sud-est du chef-lieu régional Nioro-du-Sahel.

## Histoire
En 2023, la commune est soustraite du cercle de Diéma et rejoint le cercle de Béma.

## Villages
La commune s'étend sur 8 localités relevées lors du recensement général de 2009. 
Les villages les plus peuplés sont :
- Grouméra (4 394 habitants) ;
- Kasse Kara (1 949 habitants) ;
- Kamiko (1 359 habitants).

En 2023, la loi 2023-007 attribue à la commune 14 villages, fractions ou quartiers :
- Grouméra
- Missira-Saracollé
- Missira-Maure
- Kamico
- Kasse Kara Sarakollé
- Maga
- Darsalam
- Kersimone
- Badiane
- Lamé
- Toudou-Kindiga
- Kerouane
- Kasse Kara
- Salaka

## Lien
- Plan de sécurité alimentaire - Commune rurale de Grouméra - 2007-2011, Reliefweb.